# District de Dunaújváros
Le district de Dunaújváros (en hongrois : Dunaújvárosi járás) est un des 8 districts du comitat de Fejér en Hongrie. Créé en 2013, il compte 91 854 habitants et rassemble 16 localités : 12 communes et 4 villes dont Dunaújváros, son chef-lieu.
Cette entité existait déjà auparavant, à partir de 1957 lors de la naissance de la ville de Sztálinváros. La ville a été renommée Dunaújváros en 1961, le district est donc devenu District de Dunaújváros puis a été supprimé avec la réforme territoriale de 1983.

## Localités
- Adony
- Baracs
- Beloiannisz
- Besnyő
- Daruszentmiklós
- Dunaújváros
- Előszállás
- Iváncsa
- Kisapostag
- Kulcs
- Mezőfalva
- Nagykarácsony
- Nagyvenyim
- Perkáta
- Pusztaszabolcs
- Rácalmás